# Santa Lucía (Intibucá)
Santa Lucía é uma cidade hondurenha do departamento de Intibucá.